# Leclercera jiazhongensis
Leclercera jiazhongensis es una especie de araña araneomorfa del género Leclercera, familia Psilodercidae. Fue descrita científicamente por Chang & Li en 2020.
Habita en China. El holotipo masculino mide 3,44 mm y el paratipo femenino 3,00 mm.